# Quadrastichus fungicola
Quadrastichus fungicola är en stekelart som beskrevs av Graham 1991. Quadrastichus fungicola ingår i släktet Quadrastichus och familjen finglanssteklar.
Artens utbredningsområde är Sverige. Arten är reproducerande i Sverige. Inga underarter finns listade i Catalogue of Life.